# Lijn 4 (metro van New York)
De 4 Lexington Avenue Express of ook wel lijn 4 is een metrolijn die onderdeel is van de metro van New York. Op plattegronden, stationsborden en richtingfilms staat de lijn aangegeven in de kleur groen, evenals de lijnen 5 en 6. De lijn loopt van Woodlawn in The Bronx naar Utica Avenue in Brooklyn. In de spitsuren rijdt de lijn soms nog weleens door naar New Lots Avenue

## Geschiedenis
In 1918 reden de eerste treinen, van de nog zogeheten Jerome and Lexington Avenue Line, van Woodlawn naar Bowling Green, in het zuiden van Manhattan.
Op 24 november 1918 reed de lijn alleen in de spitsuren door naar Utica Avenue, Crown Heights. Later werd dit stuk traject in Brooklyn aangesloten op lijn 4.
Op 10 juli 1983 was de lijn compleet en reden middagtreinen naar Atlantic Avenue. Vijf jaar later werd het doorgetrokken naar Utica Avenue.

## Stations

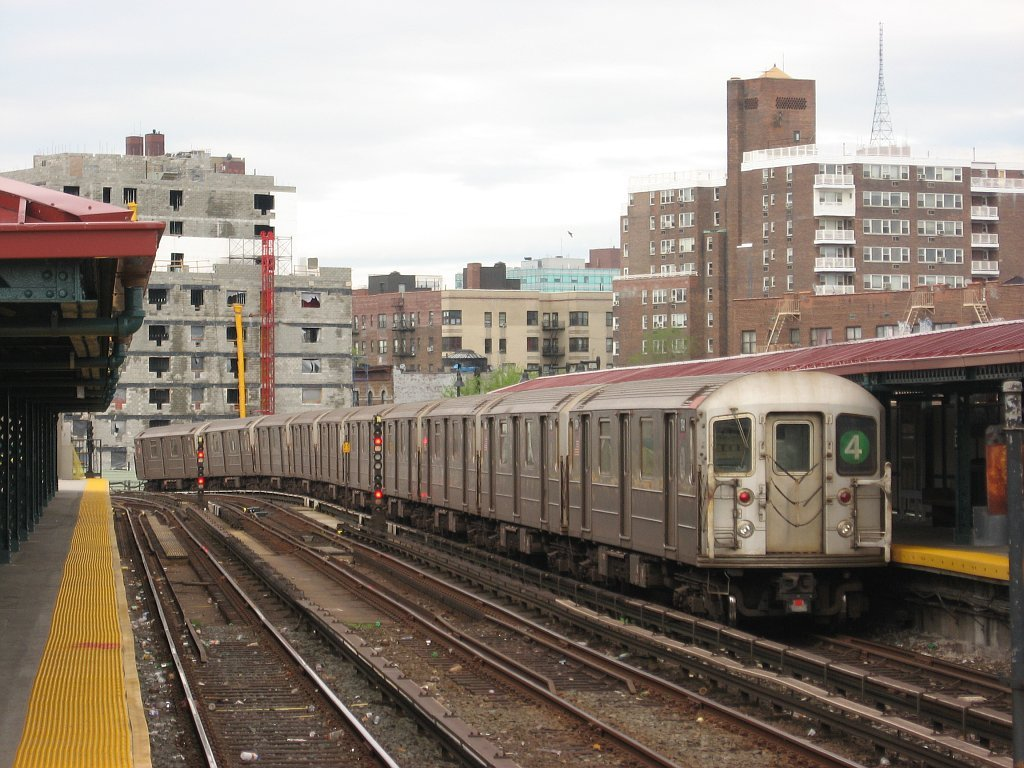
Lijn 4 vertrekt uit Bedford Boulevard

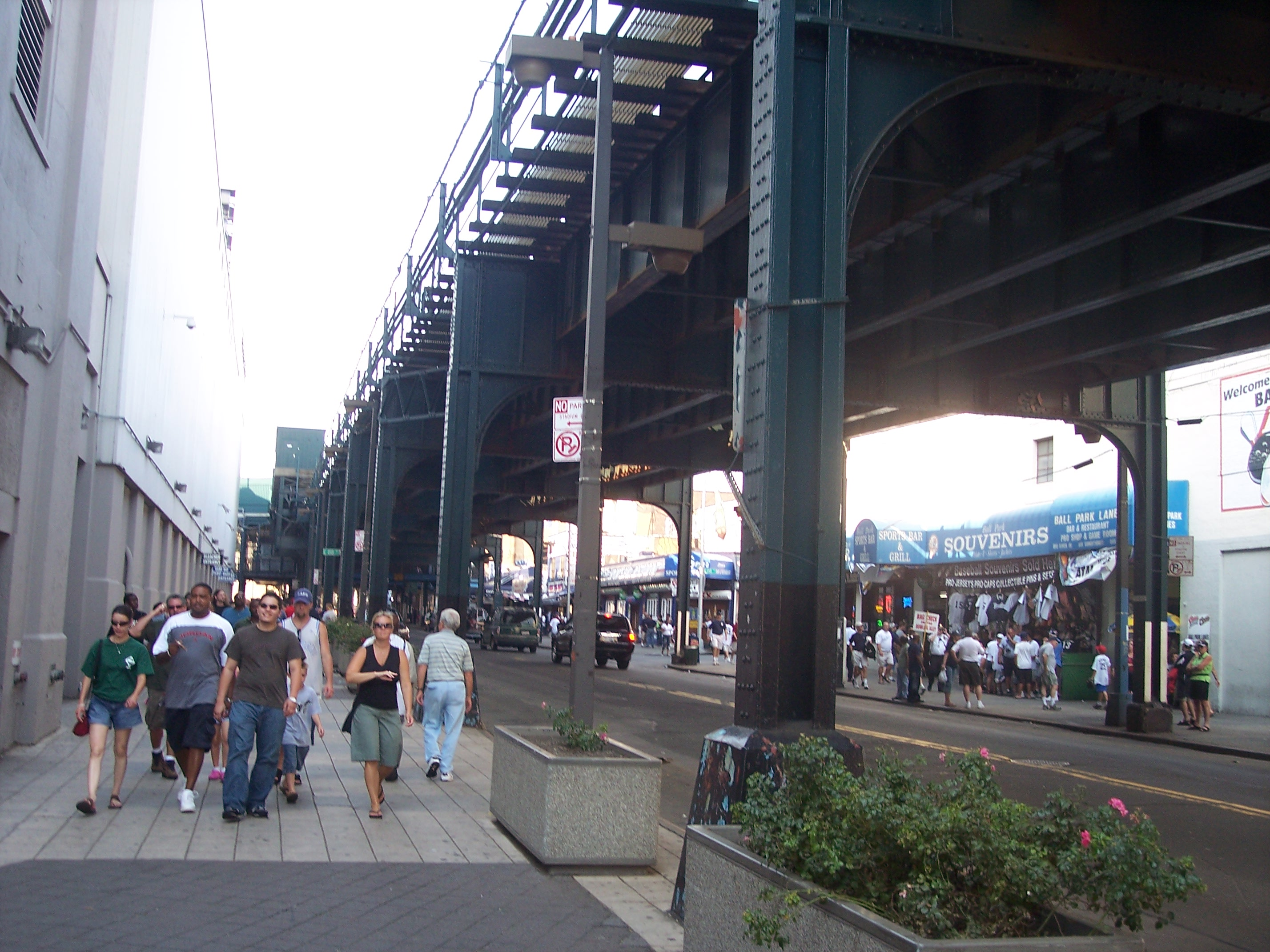
De sporen boven River Avenue, achter het Yankee Stadium

| Tijdtabel                                          | Betekenis                                          |
| -------------------------------------------------- | -------------------------------------------------- |
| Stopt alle tijden                                  | Stopt alle tijden                                  |
| Dit station wordt niet aangedaan in de spitsuren   | Dit station wordt niet aangedaan in de spitsuren   |
| Dit station wordt alleen aangedaan in de nacht     | Dit station wordt alleen aangedaan in de nacht     |
| Dit station wordt alleen aangedaan in de spitsuren | Dit station wordt alleen aangedaan in de spitsuren |

|                   | Station                |  | Overstappunt |
| ----------------- | ---------------------- |  | ------------ |
| The Bronx         |                        |  |              |
| stopt alle tijden | Woodlawn               |  |              |
| stopt alle tijden | Mosholu Parkway        |  |              |
| stopt alle tijden | Bedford Park Boulevard |  |              |
| stopt alle tijden | Kingsbridge Road       |  |              |
| stopt alle tijden | Fordham Road           |  |              |

Van noord naar zuid:
Woodlawn · 
Mosholu Parkway · 
Bedford Park Boulevard-Lehman College · 
Kingsbridge Road · 
Fordham Road · 
183rd Street · 
Burnside Avenue · 
176th Street · 
Mount Eden Avenue · 
170th Street · 
167th Street · 
161st Street-Yankee Stadium ·
149th Street-Grand Concourse · 
138th Street-Grand Concourse · 
125th Street · 
116th Street · 
110th Street · 
103rd Street · 
96th Street · 
86th Street · 
77th Street · 
68th Street-Hunter College · 
59th Street · 
51st Street · 
Grand Central-42nd Street · 
33rd Street · 
28th Street · 
23rd Street · 
14th Street-Union Square · 
Astor Place · 
Bleecker Street · 
Spring Street · 
Canal Street · 
Brooklyn Bridge-City Hall · 
Fulton Street · 
Wall Street · 
Bowling Green · 
Borough Hall · 
Nevins Street · 
Atlantic Avenue · 
Bergen Street · 
Grand Army Plaza · 
Eastern Parkway-Brooklyn Museum · 
Franklin Avenue · 
Nostrand Avenue · 
Kingston Avenue · 
Crown Heights-Utica Avenue · 
Sutter Avenue-Rutland Road · 
Saratoga Avenue · 
Rockaway Avenue · 
Junius Street · 
Pennsylvania Avenue · 
Van Siclen Avenue · 
New Lots Avenue
 ·  ·  ·  ·  ·  ·  ·  ·  · 